# CODESYS
CODESYS (скорочення від англ. COntroller DEvelopment SYStem) — інструментальний програмний комплекс промислової автоматизації. Розробляється й поширюється компанією 3S-Smart Software Solutions GmbH (Кемптен, Німеччина). Версія 1.0 вийшла у 1994 році під назвою «CoDeSys». З листопада 2012 змінено написання назви на «CODESYS». Станом на 2020 рік актуальною є версія 3.5.15.

## Середовище програмування
Основою комплексу CODESYS є середовище розробки прикладних програм для програмованих логічних контролерів (ПЛК). Вона поширюється вільно і може встановлюватись на робочих місцях без обмежень.
У CODESYS для програмування є доступними усі п'ять визначених міжнародним стандартом IEC 61131-3 мов програмування:
- IL (англ. Instruction List) — асемблеро-подібна мова
- ST (англ. Structured Text) — Pascal-подібна мова
- LD (англ. Ladder Diagram) — мова релейних схем
- FBD (англ. Function Block Diagram) — мова функціональних блоків
- SFC (англ. Sequential Function Chart) — мова діаграм станів.

У доповнення до FBD підтримується мова програмування CFC (англ. Continuous Function Chart) з довільним розміщенням блоків й проставленням порядку їх виконання.
У CODESYS реалізовано низку інших розширень специфікації стандарту IEC 61131-3. Найсуттєвішим з них є підтримка технологій об'єктно-орієнтованого програмування (ООП).
Вбудовані компілятори CODESYS генерують машинний код для завантаження у контролер. Підтримуються основні 16- та 32-розрядні процесори архітектур: Infineon C166, TriCore, 80x86, ARM, PowerPC, SuperH, MIPS, Analog Devices Blackfin, TI C2000/28x та інші.
При підключенні до контролера середовище програмування переходить у режим відлагодження. У ньому є доступним моніторинг/змінювання/фіксація значень змінних, точки зупинки, контроль потоку виконання, гаряче оновлення коду, графічне трасування у реальному часі та інші відлагоджувальні інструменти.
CODESYS версії 3.5 побудовано на базі так званої платформи автоматизації: CODESYS Automation Platform. Вона дозволяє виробникам обладнання розвивати комплекс шляхом підключення власних плаґінів.
Розширена професійна версія середовища розробки має назву CODESYS Professional Developer Edition. Вона містить підтримку UML-діаграм класів і станів, підключення системи керування версіями Subversion, статичний аналізатор й профілювальник коду. Поширюється за ліцензією.
Інструмент CODESYS Application Composer дозволяє перейти від програмування практичних додатків до їх швидкого складання. Користувач складає власну базу об'єктів, що відповідають певним приладам, механічним вузлам машини тощо. Кожен об'єкт включає програмну реалізацію й візуальне представлення. Закінчений додаток збирається з необхідних об'єктів, конфігурується й на його основі автоматично генерується програма мовами IEC 61131-3.

## Система виконання
Для програмування контролера в середовищі CODESYS в нього повинна бути вбудована система виконання (англ. Control Runtime System). Вона встановлюється в контролер при його виготовленні. Існує спеціальний інструмент, що дозволяє адаптувати її до різних апаратних і програмних платформ.
У розділі «CODESYS Device Directory» сайту розробника подано перелік понад 500 марок засобів автоматизації (контролерів та інтегрованих систем) від провідних виробників, що підтримуються середовищем CODESYS для програмування.